# Straight Outta Cashville
Straight Outta Cashville este un album de studio al rapperului american Young Buck.

## Descriere
Albumul face referire la titlul albumului celor de la N.W.A., „Straight Outta Compton”. 
Discurile single extrse de pe album sunt „Let Me In”, „Shorty Wanna Ride” și „Look at Me Now”. Albumul conține multe colaborări cu artiști care nu fac parte din G-Unit cum ar fi Lil' Flip, David Banner, D-Tay, Ludacris, Stat Quo și producții concepute de Lil Jon, Mr. Porter și alții. Piesa „Stomp” a fost controversată deoarece rapperul T.I. cânta pe prima versiune împreună cu Ludacris, cu toate că erau într-un moment dificil, și chiar s-au jignit pe aceeași piesă. Versurile lui T.I. au fost înlocuite cu cele ale lui D-Tay, iar într-o versiune finală The Game preia aceste versuri. 
Cu toate acestea, promovarea albumului s-a oprit în mare parte după noiembrie, în urma incidentului VIBE Awards, care a dus la arestarea lui Young Buck pentru agresiune.

## Performanțe
Albumul a debutat pe locul trei în topul „Billboard” și a primit discul de platină din partea RIAA.

## Ordinea pieselor
| #  | Titlu                                         | Producator(i)                       | Invitat(ți)                                           | Sample(uri)                                                          | Durată |
| -- | --------------------------------------------- | ----------------------------------- | ----------------------------------------------------- | -------------------------------------------------------------------- | ------ |
| 1  | „I'm a Soldier”                               | Dre & Vidal Felony                  | 50 Cent                                               |                                                                      | 3:34   |
| 2  | „Do it Like Me”                               | Chad Beatz Sha Money XL             |                                                       |                                                                      | 3:51   |
| 3  | „Let Me In”                                   | Needlz                              | 50 Cent                                               |                                                                      | 3:44   |
| 4  | „Look at Me Now”                              | Kon Artis                           | Mr. Porter                                            |                                                                      | 4:26   |
| 5  | „Welcome to the South”                        | Red Spyda                           | David Banner Lil' Flip                                |                                                                      | 3:50   |
| 6  | „Prices on My Head”                           | Crown                               | Lloyd Banks D-Tay                                     | - „If You Were My Woman” de Latimore                                 | 4:21   |
| 7  | „Bonafide Hustler”                            | Diverse co-produsă de Klasic        | 50 Cent Tony Yayo                                     | - „If Loving You is Wrong (I Don't Want to be Right)” de Bobby Bland | 4:16   |
| 8  | „Shorty Wanna Ride”                           | Lil Jon                             |                                                       |                                                                      | 4:21   |
| 9  | „Bang Bang”                                   | Needlz                              |                                                       | - „Bang Bang (My Baby Shot Me Down)” de Nancy Sinatra                | 3:34   |
| 10 | „Thou Shall”                                  | Midi Mafia                          |                                                       | *„Smokey Rainclouds” de Andrey Vinogradov                            | 3:15   |
| 11 | „Black Gloves”                                | Doug Wilson co-produsă de Sean Cane |                                                       | - „Que Protesten” de Chucho Avellanet                                | 3:16   |
| 12 | „Stomp”                                       | DJ Paul Juicy J din Three 6 Mafia   | The Game Ludacris                                     |                                                                      | 4:44   |
| 13 | „Taking Hits”                                 | DJ Paul Juicy J din Three 6 Mafia   | D-Tay                                                 |                                                                      | 3:47   |
| 14 | „Walk with Me”                                | Dre & Vidal                         | Stat Quo                                              | - „If It's in You to Do Wrong” de The Impressions                    | 4:10   |
| 15 | „DPG-Unit” (U.K. Bonus track/Ediție săecială) | Black Jeruz Sha Money XL            | 50 Cent Lloyd Banks Snoop Dogg Daz Dillinger Soopafly |                                                                      | 4:06   |